# Яркокрасногрудая нектарница
Яркокрасногрудая нектарница (лат. Chalcomitra senegalensis) — птица из семейства нектарницевых.

## Описание
Длина тела составляет до 15 см, размах крыльев — от 25 и 30 см, вес составляет 10—11 г. Длинный клюв изогнут вниз и заострён на конце. В брачном наряде оперение самца чёрного цвета, грудь ярко-красного, а верх головы и горло зелёного цвета. В зимнем наряде оперение более тусклое. Оперение самки сверху тёмно-коричневого, а снизу с крапинами светло-коричневого цвета.

## Распространение
Вид распространён во всей Африке к югу от Сахары, за исключением частей Южной Африки и Намибии. Естественная среда обитания — это открытые леса и саванны, берега рек, а также тропические регионы.

## Образ жизни
Птицы держатся большей частью в верхушках дерева, но часто спускаются и к земле. Самцы более агрессивны и необщительны и чаще чем самки издают призывные крики. Часто можно наблюдать самцов, которые прогоняют друг друга со своей территории. 

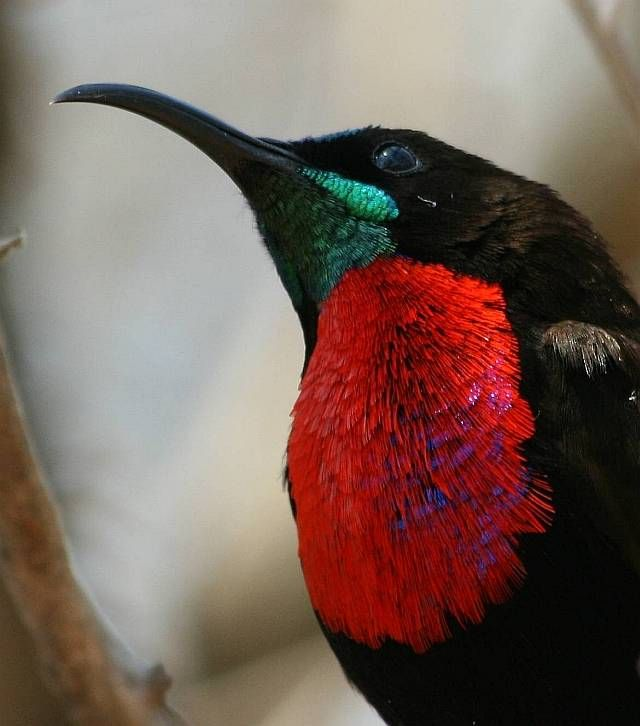

## Питание
Наряду с насекомыми, гусеницами, саранчой и пауками птицы питаются нектаром цветов, особенно леонотиса, паслёна ложноперечного и алоэ. Они используют свой острый клюв для того, чтобы проткнуть толстые околоцветники. Затем сок всасывается при помощи длинного, трубчатого языка.

## Размножение
Период гнездования длится с августа по март. Самка в течение одной недели строит из листьев, соломы, паутины и других частей растений гнездо в форме горшка на высоте 2-10 м на вершине ветви. Затем она кладёт 2 белых или светло-серых овальных яйца с оливковыми серыми пятнами. Инкубационный период составляет 14—15 дней, выводковый — следующие 16—19 дней.